# Guillaume Bottazzi
Pour les articles homonymes, voir Bottazzi.
Guillaume Bottazzi est un peintre et sculpteur français né le 25 juillet 1971 à Lyon.

## Biographie
En 1988, Guillaume Bottazzi décide de devenir artiste, et ce sera sa seule activité. Il commence par étudier la peinture en Italie, à Florence. De retour en France, lauréat d’un concours, il s’installe dans un atelier attribué par la Direction régionale des Affaires culturelles (DRAC).
Il s'installe à New York dans les années 2000, ses œuvres sont exposées notamment à la galerie Goldstrom et à l'Annex Gallery, annexe du White Cube.
En 2004, Guillaume Bottazzi va au Japon. C'est à Sapporo, sur l’île d'Hokkaido, que peut être vue une peinture réalisée en 2011 sur toutes les façades du musée d'Art Miyanomori ; une œuvre de 900 m2, la plus grande peinture du Japon,. L’artiste est représenté à Tokyo par la Gallery Itsutsuji. Ses œuvres sont aussi présentées par la galerie Artiscope à Bruxelles. Une exposition personnelle des œuvres de l’artiste fut organisée par ce musée et a contribué à soutenir les victimes du tremblement de terre et du tsunami de mars 2011. Des œuvres de Guillaume Bottazzi sont conservées dans les collections permanentes du musée.
En 2016, Guillaume Bottazzi est l'invité de l'événement Le French May, organisé annuellement par le consulat général de France de Hong Kong et Macao. Cette exposition de 565 m2 qui s'est tenue à la Hong Kong Central Library a présenté 26 œuvres récentes,,.
Pionnier du courant neuro-esthétique, Guillaume Bottazzi a signé en 2021 plus de cent œuvres dans l'espace public qui relèvent d’une réflexion globale, intégrant différents paramètres contextuels, comme dans une œuvre de plus de 200 m2 réalisée en 2014 à La Défense,. Entre 2016 et 2017, il réalise un tableau d'une hauteur de 16 mètres, place Jourdan, au cœur du quartier européen à Bruxelles, projet soutenu par  la Commission européenne,,,,.

## Œuvres
Dans les œuvres de Guillaume Bottazzi, la lumière diffuse reflète d'autres espaces au-delà de leurs limites, notamment à travers des couches successives de peinture transparentes et glacées (glacis (technique de peinture)). Les formes libres semblent s'affranchir des lois de l'apesanteur. Des zones disparaissent dans le support, partie intégrante de l'œuvre, donnant une impression d'infini, formant des éléments impalpables et des formes éthérées. La lumière se trouve dans un espace incertain, impression renforcée par le caractère abstrait de ses œuvres. Une étude menée par les scientifiques Helmut Leder et Marcos Nadal de l'université de Vienne prouve que l'art de Guillaume Bottazzi réduit l'anxiété des personnes qui le regardent,.

## Œuvres dans l'espace public
| Coordinated                   | Location | réalisation | Image | Size    |
| ----------------------------- | --- | ----------- | ----- | ------- |
|                               | |             |       |         |
| 43° 17′ 09″ N, 5° 22′ 35″ E   | Marseille – Emaux, oeuvre de 3 mètres de haut | 2022        | \|    | 3 m2    |
| 48° 47′ 12″ N, 2° 25′ 35″ E   | Grand Paris – Tableau de 10 mètres de long, Alfortville | 2022        | \|    | 10 m2   |
| 50° 43′ 50″ N, 3° 19′ 03″ E   | Hauts-de-France – Emaux, sculpture en verre de 3 mètres de haut, Croix | 2021        | \|    | 3 m2    |
| 48° 51′ 59″ N, 2° 26′ 20″ E   | Grand Paris - Emaux,, résidence étudiante Georges Méliès, Montreuil | 2021        |       | 12 m2   |
| 43° 32′ 45″ N, 6° 56′ 19″ E   | Côte d'Azur - Emaux, Mandelieu-la-Napoule, à découvrir à l'occasion des Journées Européennes du Patrimoine | 2020        |       | 3 m2    |
| 48° 56′ 06″ N, 2° 33′ 57″ E   | Ile-de-France - Emaux, à découvrir à l'occasion des Journées Européennes du Patrimoine | 2020        |       | 2 m2    |
| 45° 44′ 54″ N, 4° 50′ 20″ E   | Lyon - Œuvres rétroéclairées, à découvrir à l'occasion des Journées Européennes du Patrimoine | 2020        |       | 2 m2    |
| 50° 36′ 44″ N, 3° 07′ 52″ E   | Emaux, 3,20 m x 1,10 m, Lille, France | 2019        |       | 3,52 m2 |
| 43° 17′ 25″ N, 5° 22′ 08″ E   | Huile sur toile de lin brut, 3,00 m x 0,90 m, Marseille, France | 2019        |       | 2,7 m2  |
| 45° 47′ 06″ N, 4° 48′ 36″ E   | Emaux sur verre, 3,55 m x 1,20 m, Lyon, France | 2019        |       | 4 m2    |
| 43° 24′ 20″ N, 5° 03′ 06″ E   | Peinture de 10 mètres par 8 mètres, Martigues, France | 2018        |       | 80 m2   |
| 50° 50′ 12″ N, 4° 22′ 53″ E   | Tableau de 16 mètres par 7 mètres, Place Jourdan, Bruxelles, Belgique | 2017        |       | 112 m2  |
| 43° 16′ 20″ N, 5° 23′ 16″ E   | Peinture murale, Marseille, France | 2017        |       | 20 m2   |
|                               | Oeuvres rétroéclairées, Bruxelles | 2016        |       | 30 m2   |
| 48° 53′ 25″ N, 2° 14′ 52″ E   | Paris La Défense, Parcours artistique de La Défense | 2014        |       | 216 m2  |
| 43° 11′ 45″ N, 5° 37′ 03″ E   | Tableau de 36 m2 réalisé dans le contexte de "Marseille Provence 2013, Capitale Européenne de la Culture", | 2013        |       | 50 m2   |
| 48° 50′ 57″ N, 2° 18′ 10″ E   | Paris - Huile sur toile de lin brut, à découvrir à l'occasion des Journées Européennes du Patrimoine | 2012        |       | 3 m2    |
|                               | Tokyo - Organisé par : Tokyo Metropolitan Government, Tokyo Metropolitan Foundation of History and Culture, the National Art Center, Tokyo, Suntory Museum of Art, Tokyo Midtown, Mori Building and Mori Art Museum. | 2012        |       | 99 m2   |
| 43° 03′ 26″ N, 141° 18′ 09″ E | Miyanomori Art Museum, Sapporo | 2011 / 2012 |       | 900 m2  |
| 43° 42′ 20″ N, 7° 15′ 34″ E   | Nice | 2011        |       | 200 m2  |
| 45° 46′ 05″ N, 4° 52′ 48″ E   | Villeurbanne, oeuvre de Guillaume Bottazzi à découvrir à l'occasion des Journées Européennes du Patrimoine | 2010        |       | 156 m2  |

## Ouvrage
Je découvre l'art moderne avec l'artiste Guillaume Bottazzi, Editions Amalthée, 2022

Œuvres de Guillaume Bottazzi
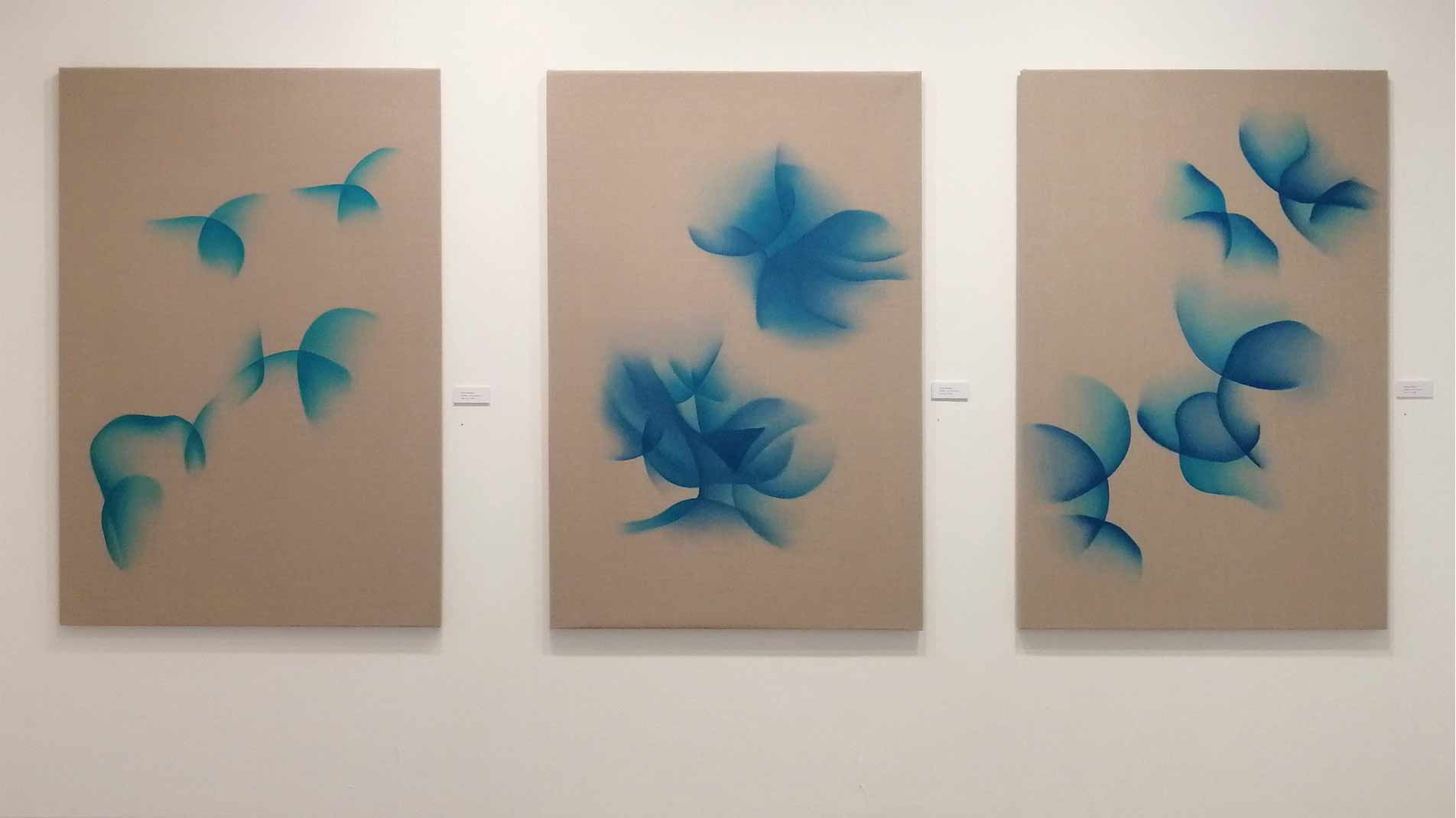
Exposition de Guillaume Bottazzi, Gallery Itsutsuji, Tokyo, 2019
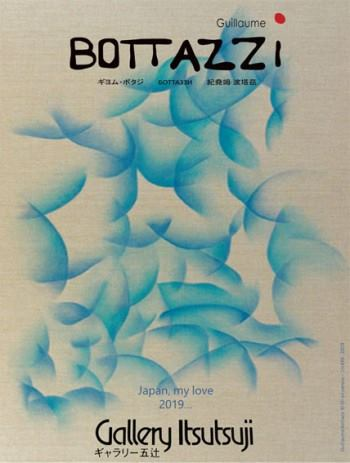
Exposition de Guillaume Bottazzi, Gallery Itsutsuji, Tokyo, 2019
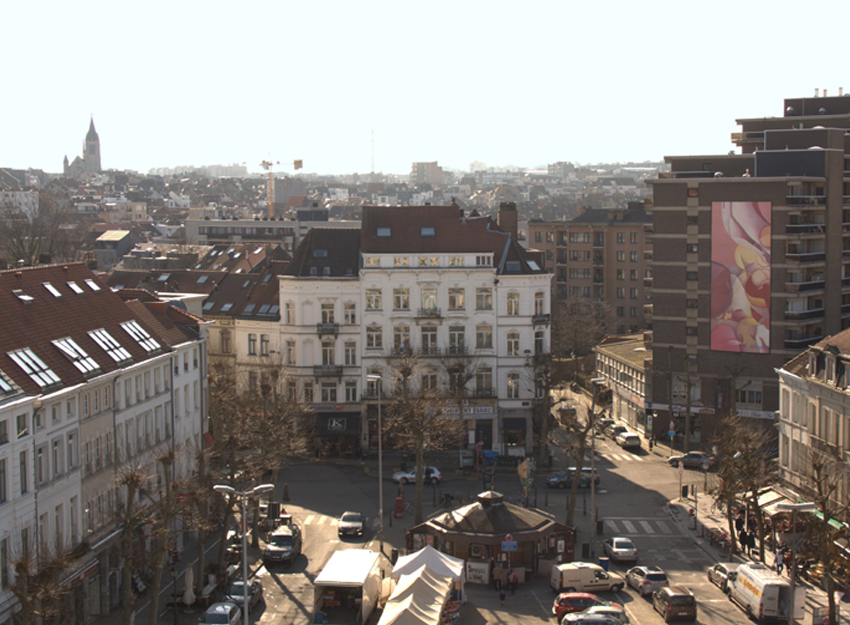
Tableau de 16 mètres de haut[42] place Jourdan, Bruxelles
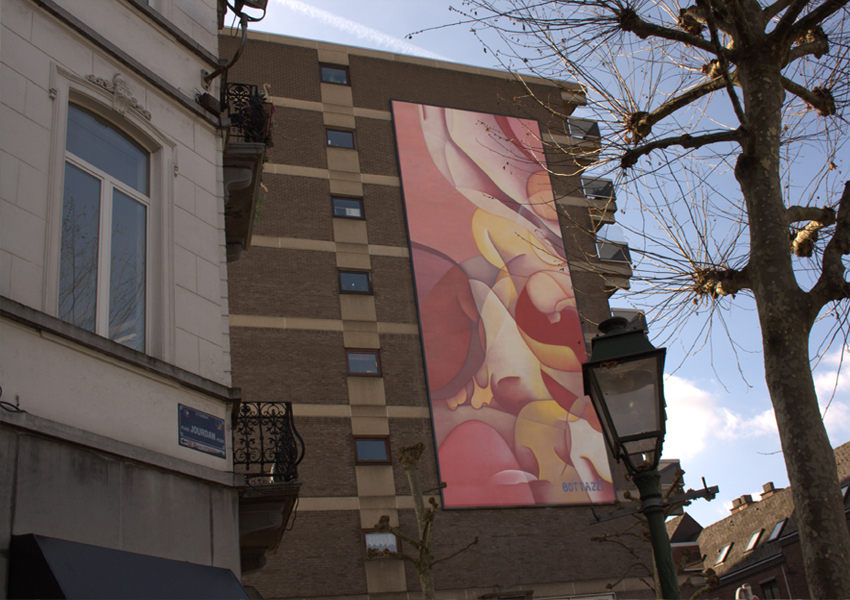
Tableau de 16 mètres de haut[42], place Jourdan, Bruxelles
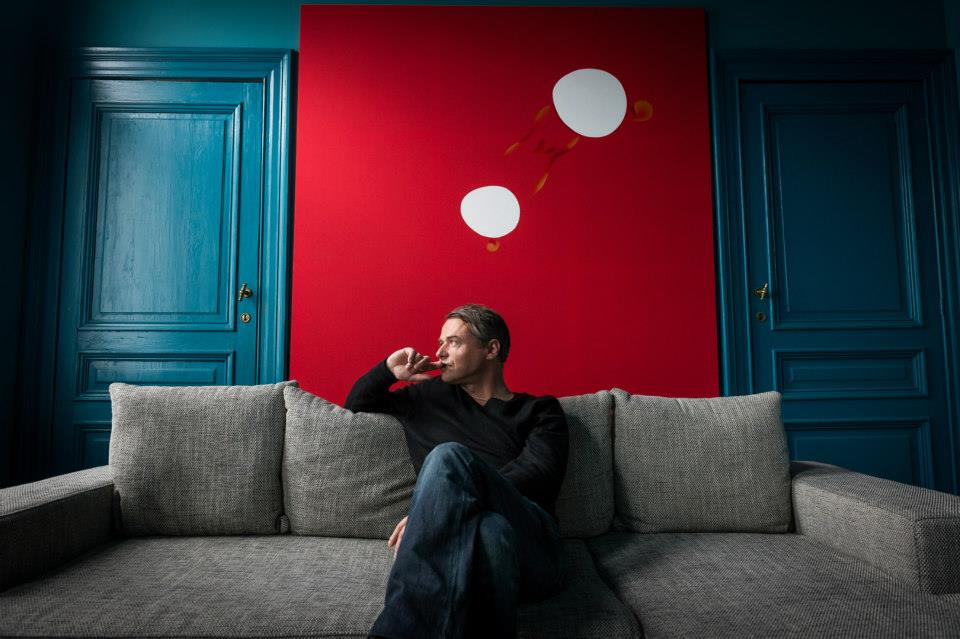
Guillaume Bottazzi, portrait
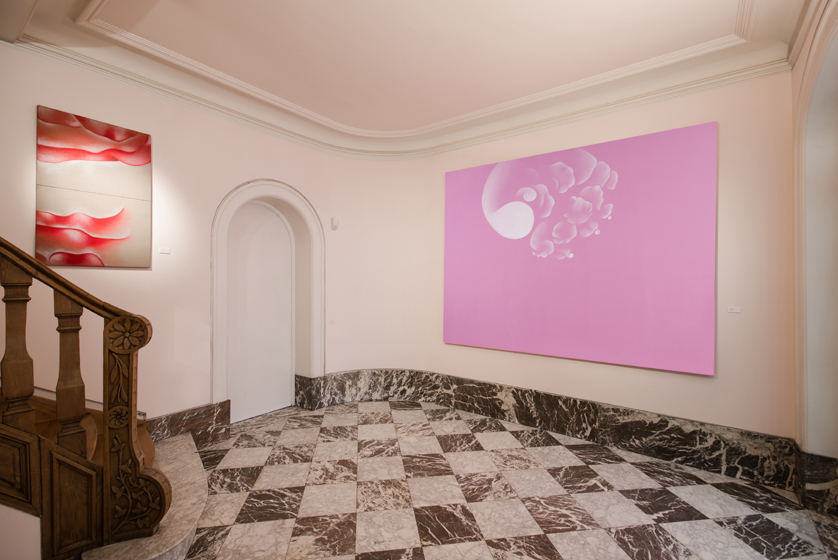
Exposition de Guillaume Bottazzi[43], Artiscope Gallery, Bruxelles
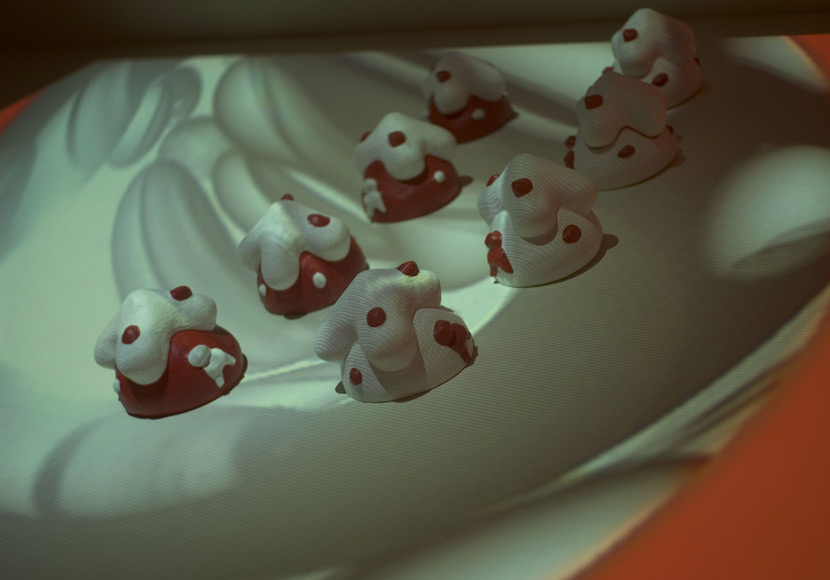
Installation vidéo de l'artiste Guillaume Bottazzi, Goldstrom Gallery, New York
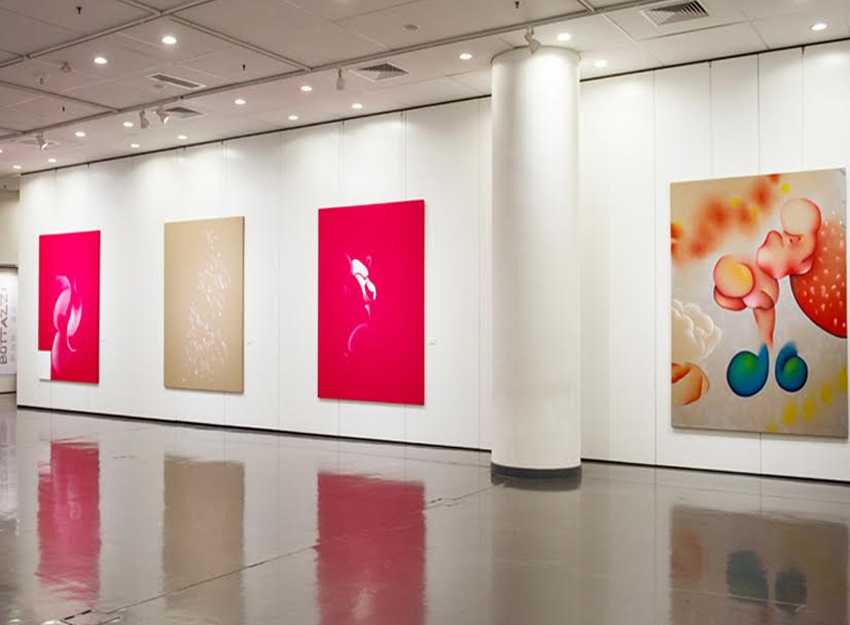
Exposition personnelle de l'artiste Guillaume Bottazzi, invité de l'évènement "Le French May" à Hong Kong[42],
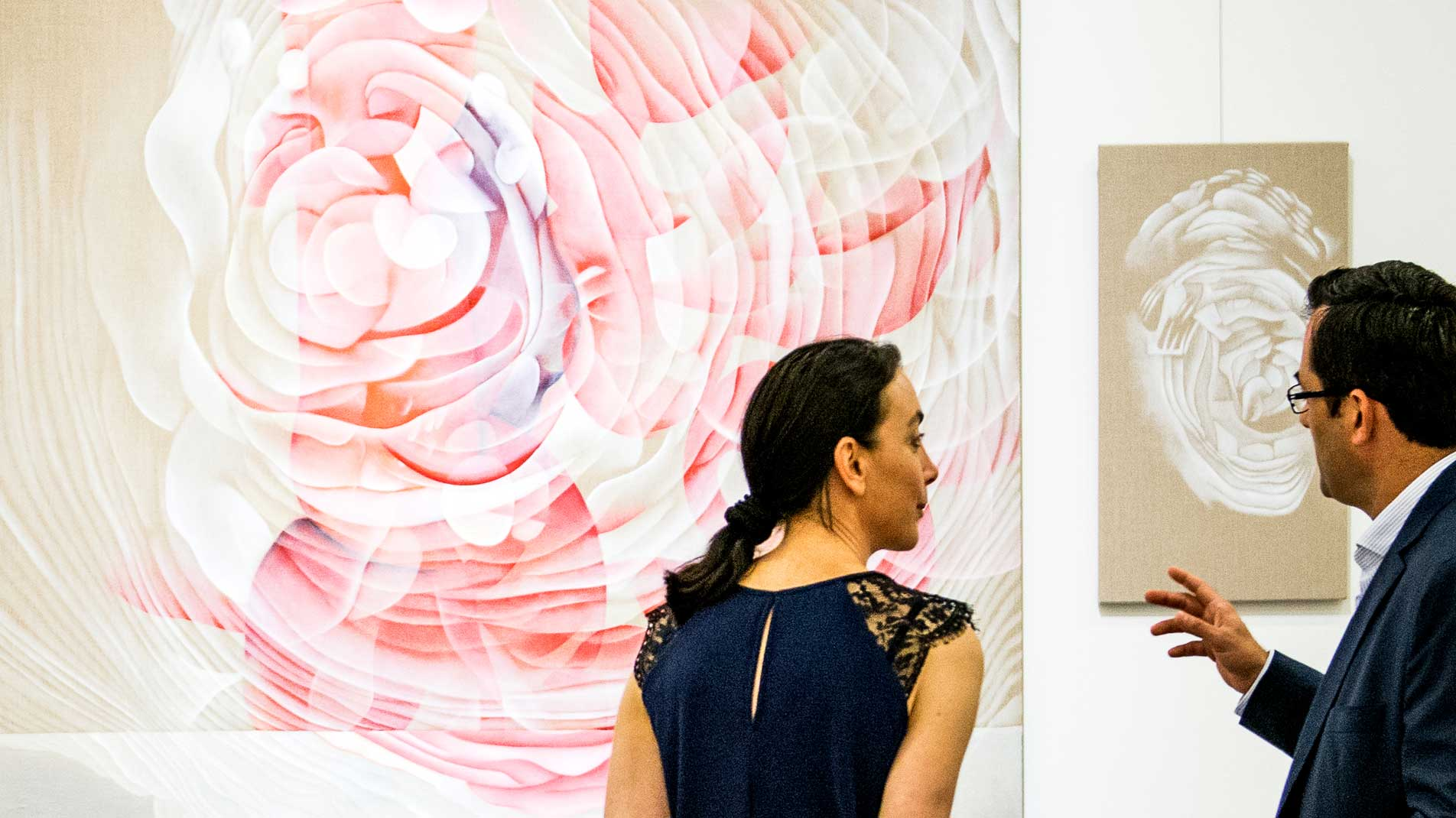
Exposition personnelle de l'artiste Guillaume Bottazzi, invité de l'évènement "Le French May" à Hong Kong[42],
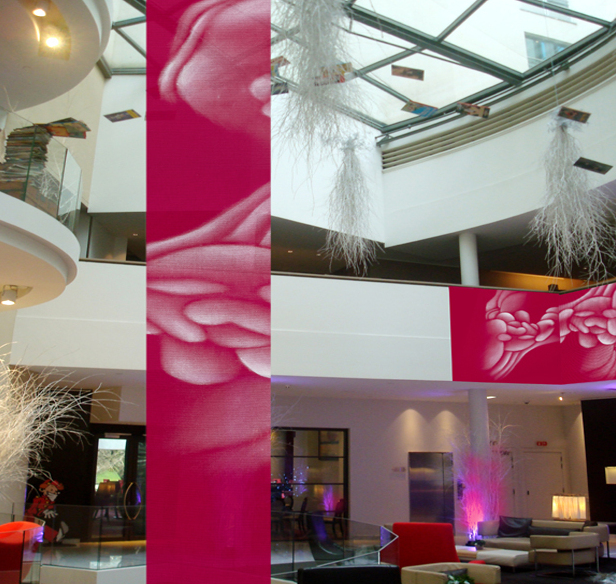
Installation réalisée pour le Brussels Sofitel Europe à Bruxelles
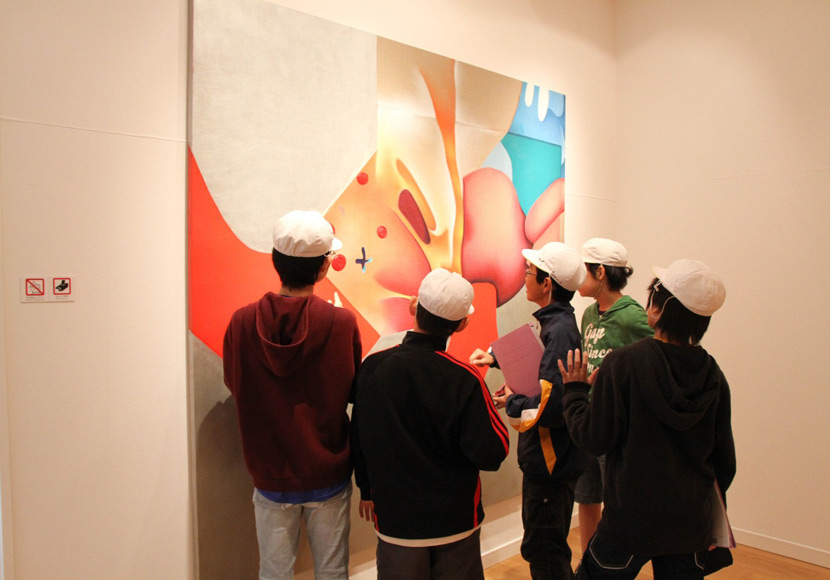
Exposition de Guillaume Bottazzi[43], Musée d'Art Miyanomori, Japon
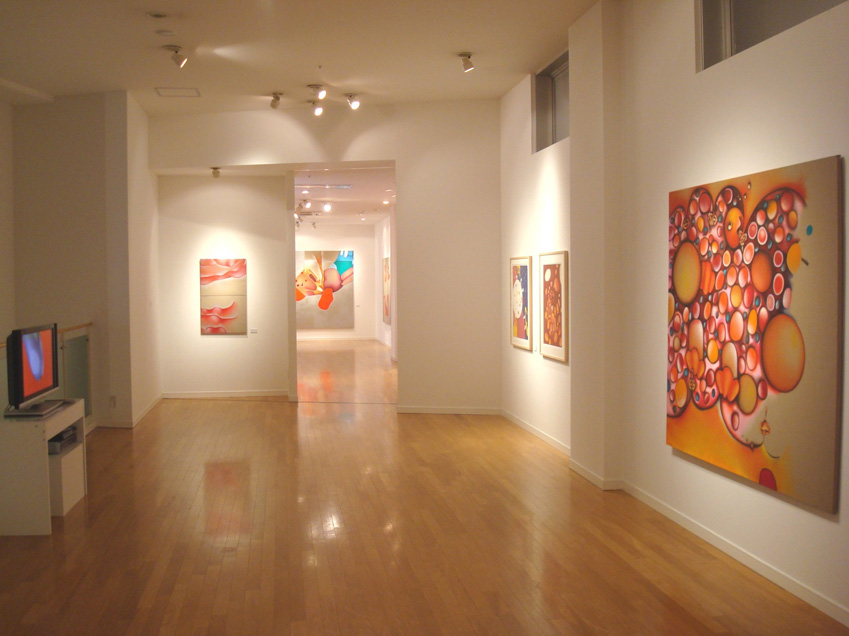
Exposition de Guillaume Bottazzi, Musée d'Art Miyanomori, Japon
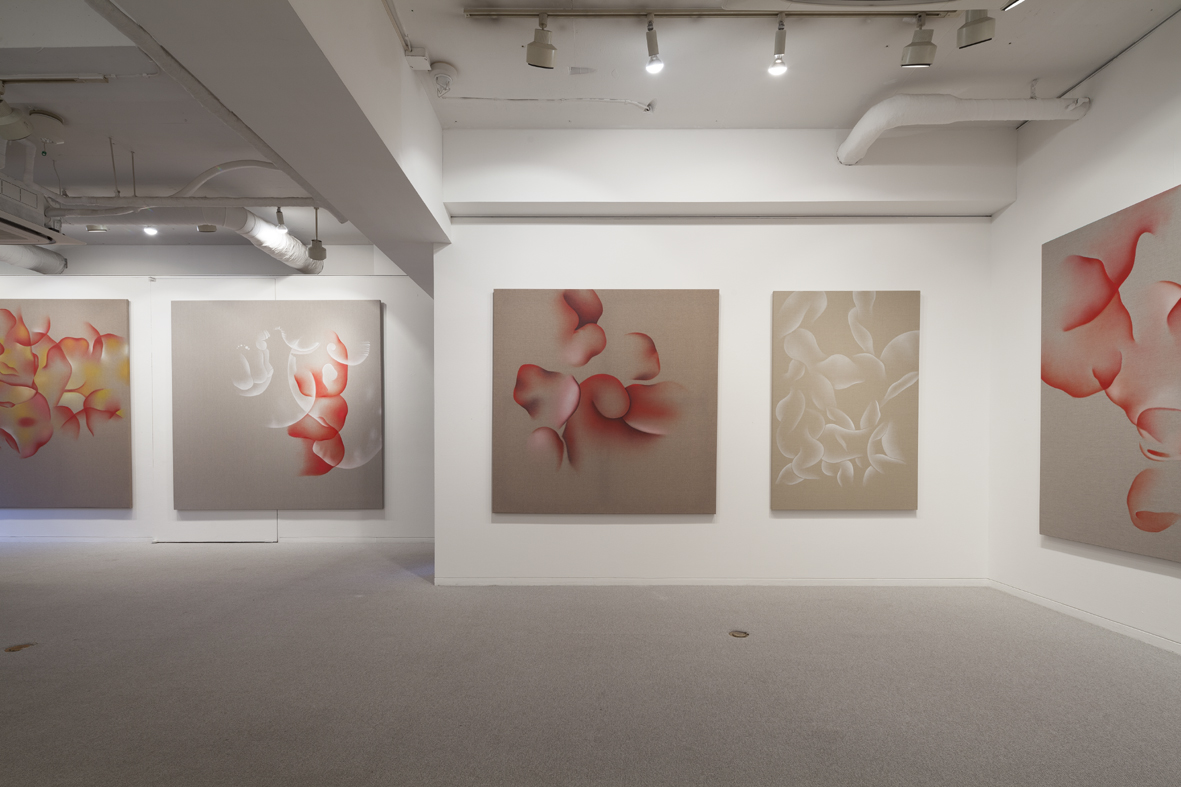
Exposition de l'artiste Guillaume Bottazzi à Tokyo, Gallery Itsutsuji
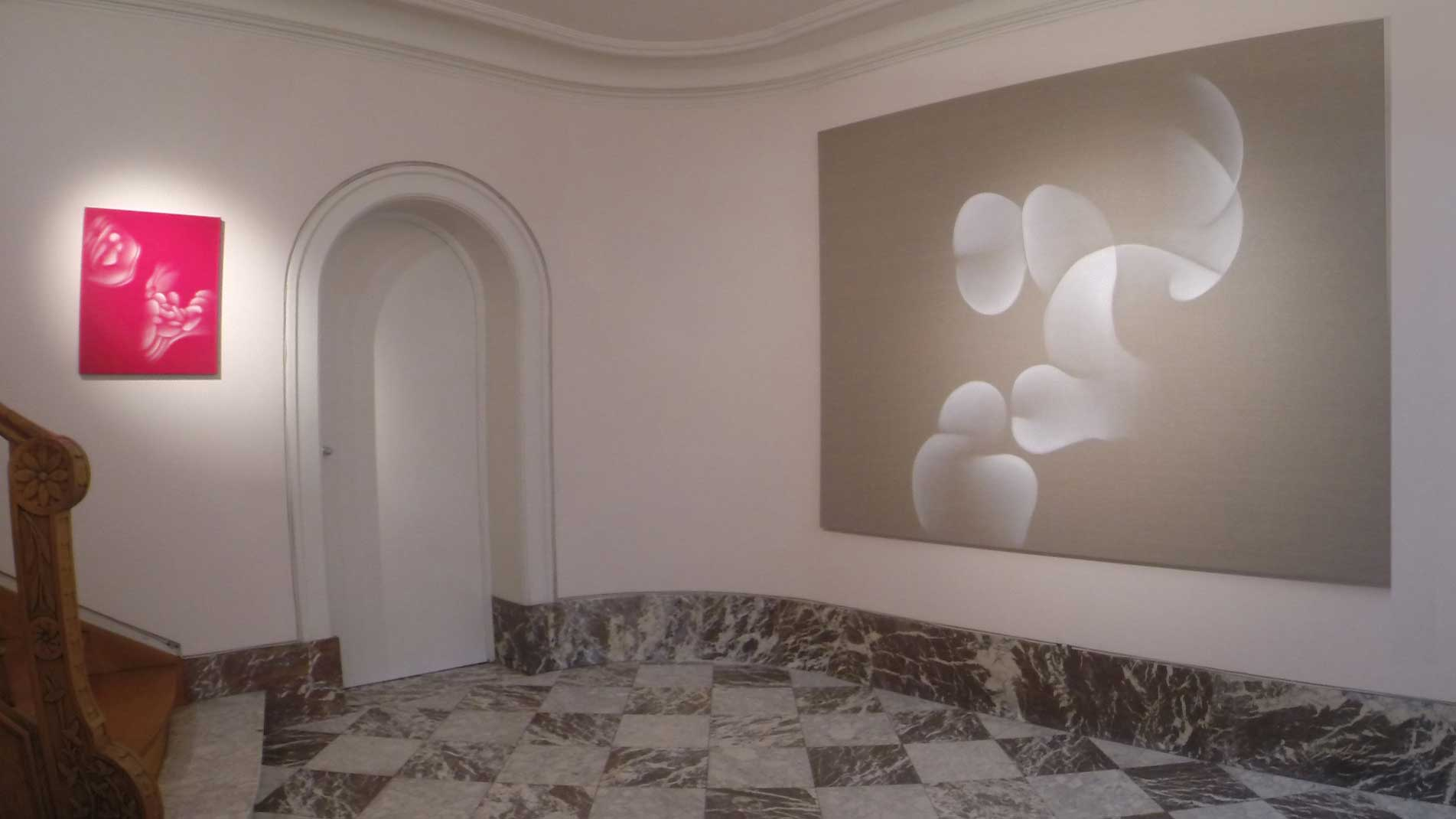
Exposition de Guillaume Bottazzi, Artiscope Gallery, Bruxelles
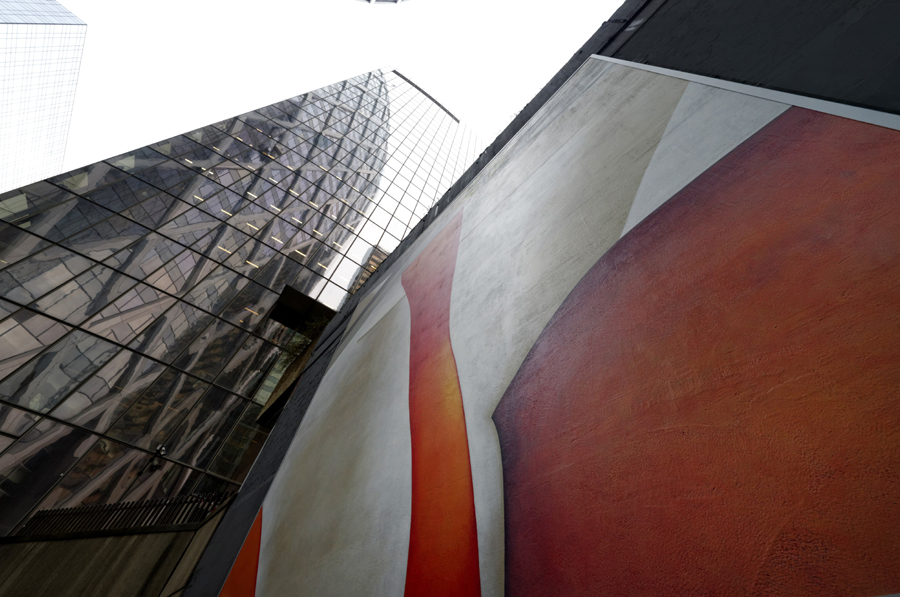
Oeuvre de Guillaume Bottazzi à Paris La Défense